# Кредитный брокер
Кредитный брокер — посредник между банками и заёмщиками в процессе осуществления операций кредитования физических и юридических лиц. Участник финансового рынка.
В процессе работы кредитные брокеры взаимодействуют со многими финансовыми структурами и компаниями: банками, страховыми, оценочными компаниями, агентствами недвижимости, автосалонами и др.
В комплекс услуг, предоставляемых кредитными брокерами входит: подбор оптимальной схемы кредитования, полное сопровождение проектов клиентов, переговоры с кредиторами.
На основе индивидуальных договорённостей с банками и финансовыми структурами, брокеры могут предложить своим клиентам наиболее выгодные условия по ставкам ниже банковских. Прибыль брокеров формируется за счёт процентов от кредитных сделок.

## Функции
Перечень услуг кредитного брокера:
- анализ документов;
- оценка платежеспособности заёмщика;
- подбор оптимальной кредитной программы в соответствии с запросами заёмщика;
- подробный расчёт всех сопутствующих расходов;
- сравнительный анализ схем погашения кредита;
- разъяснение особенностей кредитования в банках;
- рекомендации по повышению статуса заёмщика;
- формирование полного пакета документов для подачи в банк;
- предварительное согласование о возможности кредитования заёмщика;
- подача заявки в банк;
- сопровождение рассмотрения документов заёмщика в банке;
- уменьшение срока рассмотрения заявки;
- снижение риска отказа на получение кредита.

## История
В развитых странах кредитные брокеры являются полноценными составляющими финансового рынка. Традиционно, банки и другие кредитные учреждения реализуют свои продукты самостоятельно. Однако, по мере того, как рынок недвижимости становится более конкурентоспособным, роль кредитного брокера становится все более популярной. На сегодня в наиболее развитых финансовых рынках (особенно в США, Великобритании, Австралии, Новой Зеландии, Испании и Канаде) кредитные брокеры являются наибольшими распространителями банковских продуктов для заемщиков.
В странах постсоветского пространства данный вид деятельности появился совсем недавно. В настоящее время, помимо традиционных кредитов, существует большое количество производных кредитных продуктов — аккредитивы, факторинг, кредитные линии, овердрафты, векселя, кредитные карты — о которых большинство заёмщиков имеют не полное представление, и, следовательно, нуждаются в помощи консультантов.

## Рынок кредитного брокерства в РФ
Объем рынка кредитного брокериджа ежемесячно растет и на 12.2014 оценивался в более 10 млрд рублей.
В настоящее время в России работает более 3 тыс. организаций, оказывающих услуги кредитного брокериджа. 

## Схема работы
1. Клиент обращается в компанию, которая является кредитным брокером.
2. Менеджер приглашает клиента на встречу для обсуждения предмета кредитования и подписания договора о сотрудничестве. В договоре обязательно указывается размер комиссии от суммы кредита в пределах от 2—10 % (в редких и сложных случаях — до 20%), в зависимости от вида и сложности кредитной операции. Вознаграждение может быть и в виде фиксированной суммы.
3. Кредитный брокер предоставляет квалифицированную консультацию по всем финансовым вопросам. Анализируя документы заёмщика и его финансовое состояние, кредитный брокер подбирает наиболее подходящую для данного клиента кредитную программу, помогает правильно заполнить анкеты, заявления и прочие документы.
4. Собрав необходимый пакет документов, кредитный брокер подает его в банк(и), который(ые) был(и) заранее выбран(ы) при соглашении заёмщика. Банк, в свою очередь, рассматривает и обрабатывает пакет документов для вынесения предварительного решения о кредитовании заёмщика.
5. В случае положительного решения банка, сотрудник банка готовит кредитный договор и договоры обеспечения кредитной сделки для подписания клиентом. С момента подписания кредитного договора, договоров обеспечения и страхования клиент вступает с банком в кредитные отношения, приобретает статус заёмщика и наделяется рядом гражданских прав и обязанностей.
6. После подписания кредитного договора заёмщик получает сумму кредита в кассе банка или на пластиковую карточку. В соответствии с условиями кредитного договора, заемщик обязуется погашать кредит и начисленные проценты в соответствии с выбранным графиком платежей и в течение обусловленного срока.

## Предоплата или оплата по факту сделки
Выделяют две системы оплаты труда брокера:
- со 100% предоплатой работают или очень крупные и надежные компании, которые своим именем и репутацией гарантируют соблюдение условий договора (специалист компании, в данном случае, получает бонус только за факт выдачи кредита клиенту, потому старается по-максимуму, зная, что клиент уже внес предоплату) или мошенники, которые и не собираются исполнять договор, а только напускают вокруг своей работы загадочности
- при отсутствии аванса, клиент платит за конкретный результат, обычно непосредственно на выдаче кредита банком. Такую схему чаще всего используют мелкие и средние брокерские конторы, либо черные брокеры — основная задача которых подделывать документы клиента и проводить сделки в банках за откат — для них схема "деньги-за-результат" также является приемлемой.

* Оплата услуг кредитного брокера только при положительном решении банка является на данным момент  наиболее востребованной в мире. Чаще всего заемщика это условие устраивает больше, ведь нет нужды платить заранее за кредит, в котором возможно откажут.

## Преимущества
- возможность получить квалифицированную финансовую консультацию;
- экономия средств за счет правильно выбранной кредитной программы;
- экономия времени за счет ведения дела кредитным брокером;
- правильная подача документов и заполнение необходимых анкет, что повышает вероятность положительного решения о выдаче кредита;
- индивидуальный и независимый подход к решению финансовых вопросов;
- защита интересов клиента, а не конкретного финансового учреждения;
- доступ к получению индивидуальных условий кредитования.

## Недобросовестное брокерство
Существует достаточно большая категория лиц, желающих получить в банке потребительский или автомобильный кредит, не обладая при этом надлежащей платеже- и кредитоспособностью. Кредитная фальсификация происходит тогда, когда один или больше физических лиц обманывают финансовое учреждение, преднамеренно представляя ложную информацию. Некоторые кредитные брокеры, банкиры, риелторы и др. могут быть втянуты в нелегальное кредитование.

## Виды кредитного брокерства в России
Виды кредитного брокерства:
- кредитные брокеры, работающие с физическими лицами и микробизнесом (преимущественно беззалоговые кредиты)
- кредитные брокеры, работающие преимущественно с юридическими лицами и собственниками бизнеса
- ипотечные брокеры, помогающие получить ипотечный кредит или деньги под залог имущества

Первый вид брокеров наиболее распространен в России, так как данные посредники специализируются
на массовом сегменте клиентов, к тому же специалистам брокерского агентства не нужно обладать большими знаниями.
Но несмотря на относительную простоту работы, среди первой категории вышеуказанных брокеров наибольшая конкуренция.
Что касается второй категории, то здесь ниша кредитного брокерства практически не заполнена. В основном существует
лишь небольшое количество компаний, плюс банковские сотрудники, занимающиеся посредничеством в частном порядке.
Связано это прежде всего со сложностью адекватной оценки кредитоспособности клиента-юридического лица, а также
со знаниями специфики принятия решения по кредитам того или иного банка. К тому же время оформления сделки может быть до 1 месяца, оплата со стороны клиента только по факту получения кредита. 
Как ни странно спрос в данном сегменте достаточно высокий, так как практически каждое второе предприятие малого и среднего бизнеса сталкивалось со сложностями в получении
кредитов для развития бизнеса (по ряду субъективных причин). Объясняется это тем, что зачастую банк и клиент "говорят на
разных языках", и требуется по сути некий посредник-переводчик, который сможет помочь не только клиенту, но и банку правильно структурировать сделку.